# Tâmia
Tamias é um gênero de roedores, da família dos esquilos (Sciuridae) e dentro da tribo Tamiini (tâmias). O grupo inclui 23 espécies, todas elas nativas da América do Norte, excepto uma, que pode ser encontrada na Sibéria.

## Etimologia e taxonomia
Tamias significa, em grego, "armazenador", uma referência ao hábito destes animais de armazenar comida para o consumo no Inverno. Vinte e cinco espécies pertencem a esta família, com uma espécie no nordeste da Ásia, uma na América do Norte oriental, e o restante naturais da América do Norte ocidental.
O nome em inglês, chipmunk, originalmente pode ter sido soletrado "chitmunk" (da palavra Odawa jidmoonh, significando "esquilo vermelho"; c.f. Ojibwe, ajidamoo). Contudo, a primeira forma citada no dicionário de inglês de Oxford (desde 1842) é "chipmonk". Outras primeiras formas incluem "chipmuck" e "chipminck", e nos anos 1830 eles também foram tratados como "chip squirrels" possivelmente na referência para o som que eles fazem. Também os chamam de "striped squirrels" (esquilos listrados) ou "esquilos do sub-solo", embora este último nome se refira mais ao gênero Spermophilus. Tamias e Spermophilus são só dois dos 13 gêneros das espécies vivas de esquilos.

## Ecologia e hábitos
As tâmias orientais acasalam no início da Primavera e novamente no início do Verão, produzindo ninhadas de quatro ou cinco filhotes duas vezes cada ano. As tâmias ocidentais só se reproduzem uma vez por ano. Os jovens emergem da toca depois de aproximadamente seis semanas e vivem sozinhos dentro das duas próximas semanas.

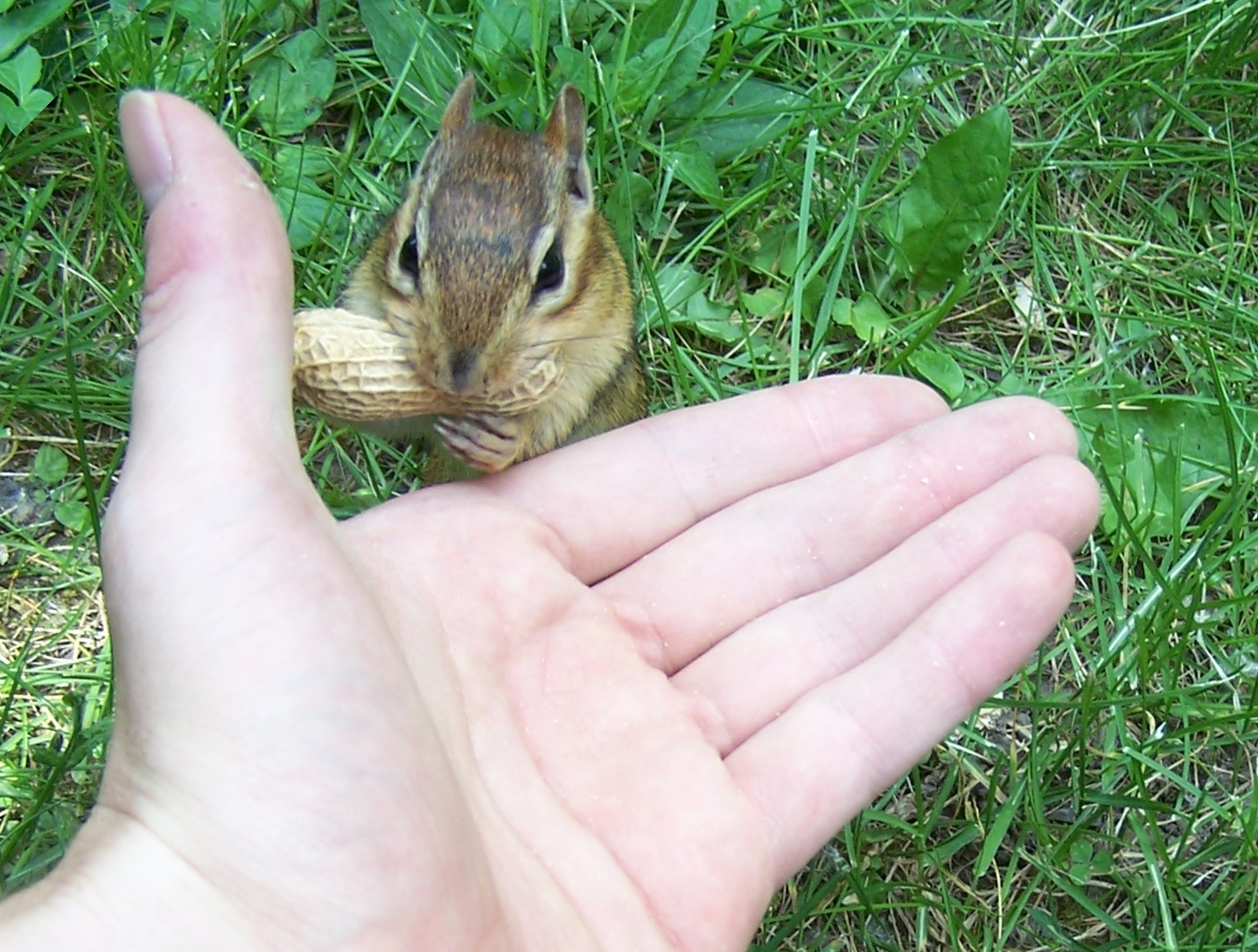
Tâmia em relação com a mão humana.

Embora eles sejam comumente representados com as suas patas na boca, comendo amendoins, ou mais famosamente as suas bochechas cheias e salientes, as tâmias comem váriadas comidas. A sua dieta onívora compõe-se de grãos, nozes, ovos de pássaros, fungos, minhocas, e insetos. No início do Outono, muitas espécies da tâmia começam a armazenar esses alimentos nas suas tocas para o Inverno. Outras espécies fazem múltiplos pequenos esconderijos de comida. Essas dois tipos de comportamento são chamados de "armazenamento em despensa" e "armazenamento disperso". Os açambarcadores de despensa normalmente vivem nos seus ninhos até à Primavera.

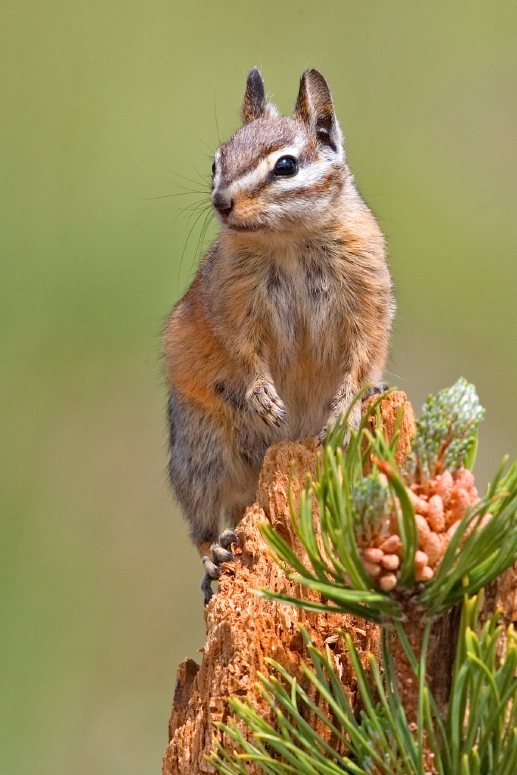
Tâmia fotografada em Deschutes National Forest, Oregon

Esses pequenos esquilos cumprem várias funções importantes em ecossistemas florestais. As suas atividades em colher sementes de árvore e enterrá-las, desempenham um papel crucial na sementeira. Eles consomem muitas espécies diferentes de fungos, inclusive os implicados em associações simbióticas de micorrizas com árvores, e são um vetor importante da dispersão dos esporocarpos subterrâneos (trufas) que se co-desenvolveram com estes e outros mamíferos micófagos e assim perderam a capacidade de dispersar os seus esporos pelo ar.
As tâmias desempenham um papel importante como presa de vários mamíferos predatórios e pássaros, mas são também eles próprios predadores oportunistas, em particular quanto a ovos de aves e seus filhotes. No Oregon, os azulões-da-montanha (Siala currucoides) foram observados assediando energicamente tâmias que são vistos perto das árvores de seus ninhos.
As tâmias constroem tocas extensas, que podem ter mais de 3,5 m de comprimento e várias entradas bem ocultas. Os compartimentos para dormir são mantidos extremamente limpos, sendo as cascas e dejetos colocados em túneis para lixo.
Se não forem molestados, muitas vezes são corajosos o bastante para apanhar comida das mãos de humanos. A tentação para pegar ou domesticar qualquer animal selvagem deve ser estritamente evitada, de qualquer modo. Apesar de a hidrofobia ser excepcionalmente rara (se não inexistente) em roedores, as mordidas de tâmia podem transmitir infecções bacterianas virulentas e perigosas.

## Espécies
- Tamias alpinus Merriam, 1893
- Tamias amoenus J. A. Allen, 1890
- Tamias bulleri J. A. Allen, 1889
- Tamias canipes (Bailey, 1902)
- Tamias cinereicollis J. A. Allen, 1890
- Tamias dorsalis Baird, 1855
- Tamias durangae (J. A. Allen, 1903)
- Tamias merriami J. A. Allen, 1889
- Tamias minimus Bachman, 1839
- Tamias obscurus J. A. Allen, 1890
- Tamias ochrogenys (Merriam, 1897)
- Tamias palmeri (Merriam, 1897)
- Tamias panamintinus Merriam, 1893
- Tamias quadrimaculatus Gray, 1867
- Tamias quadrivittatus (Say, 1823)
- Tamias ruficaudus (Howell, 1920)
- Tamias rufus (Hoffmeister & Ellis, 1979)
- Tamias senex J. A. Allen, 1890
- Tamias sibiricus (Laxmann, 1769)
- Tamias siskiyou (Howell, 1922)
- Tamias sonomae (Grinnell, 1915)
- Tamias speciosus Merriam, 1890
- Tamias striatus (Linnaeus, 1758)
- Tamias townsendii Bachman, 1839
- Tamias umbrinus J. A. Allen, 1890